# Ceratinopsis africana
Ceratinopsis africana är en spindelart som först beskrevs av Holm 1962.  Ceratinopsis africana ingår i släktet Ceratinopsis och familjen täckvävarspindlar. Inga underarter finns listade i Catalogue of Life.